# كريستيان دانر
كريستيان دانر (بالألمانية: Christian Danner)‏ مواليد 4 أبريل 1958 في ميونخ، هو سائق فورملا 1 ألماني سابق كان قد بدأ مسيرته الاحترافية عام 1985. كان أول سباق له هو سباق الجائزة الكبرى البلجيكي 1985. خاض خلال مسيرته 47 سباقاً.

## سباقات شارك فيها
- لو مان 24 ساعة
- سوبر فورمولا
- بطولة العالم للسيارات الرياضية
- البطولة الأمريكية لسباق السيارات
- بطولة العالم لسيارات السياحة

## روابط خارجية
- كريستيان دانر على موقع Racing-Reference.info (الإنجليزية)
- كريستيان دانر على موقع DriverDB.com (الإنجليزية)